# Upplands runinskrifter 322
Upplands runinskrifter 322 är en vikingatida runsten av granit i Stensta, Skånela socken och Sigtuna kommun. Runstenen är 1,7 meter hög, 1,5 meter bred och cirka 0,4 meter tjock. Runslingan är cirka 8 centimeter bred.

## Inskriften
Translitterering av runraden:
§P þiuþburh ' ulit rita stin ' þina ibtiʀ [+ nibiaʀ + ...i + uibiast]... --a-bi an hos 
§Q þiuþburh ' ulit rita stin ' þina ibtiʀ -... ... ... --a-bi an hos
Normalisering till runsvenska:
§P Þiuðborg let retta stæin þenna æftiʀ nibiaʀ ... ... [hi]a[l]pi and hans. 
§Q Þiuðborg let retta stæin þenna æftiʀ ... ... ... [hi]a[l]pi and hans.
Översättning till nusvenska:
Tjudborg lät uppresa denna sten efter . . . hjälpe hans ande.